# Phthonandria pinguis
Phthonandria pinguis är en fjärilsart som beskrevs av W. Warren 1904. Phthonandria pinguis ingår i släktet Phthonandria och familjen mätare. Inga underarter finns listade i Catalogue of Life.